# Great American Ball Park
Great American Ball Park er et baseballstadion i Cincinnati i Ohio, USA, der er hjemmebane for MLB-klubben Cincinnati Reds. Stadionet har plads til 42.059 tilskuere, og blev indviet 31. marts 2003. Her erstattede det Reds gamle hjemmebane, Riverfront Stadium.